# 野寺秀徳
野寺 秀徳（のでら ひでのり、1975年6月7日 - ）は、静岡県伊豆市出身の元自転車プロロードレース選手。2005年、2008年度全日本チャンピオン。現在はシマノレーシングの監督を務める。
力強い登坂力とともに、特に厳しいレースにおけるスプリントで知られる。BMXを経験しており、ウィリーのパフォーマンスを見せることもよく知られていて、「のでちん」「自転車マン」という愛称を持つ。自身のブログによると「自転車マン」の愛称は近所の子供達に命名されたとのこと。

## 経歴
修善寺工業高校、法政大学を出て、シマノレーシング（1998年〜）、コルパック・アストロ（イタリア、2001年〜）、シマノレーシング（→シマノメモリーコープ→スキル・シマノ→シマノレーシング）（2003年〜2010年）。
小学3年生の時にBMXに乗り始める。高校から本格的に競技を開始し、大学卒業後にシマノレーシングへ。2001年度からはイタリアチームのコルパック・アストロへ加入。トロフェオ・ライグエリアや、ティレーノ〜アドリアティコなどを完走。日本人としては市川雅敏以来2人目となるジロ・デ・イタリアの完走を果たす。その後、日本へ戻りシマノレーシングへ復帰。シマノの海外遠征のかたわら、日本国内で行われる多くの実業団レースでも勝利した。全日本選手権との相性も良く、2度の日本一に輝いた。
2010年6月4日、自身のブログにて同年6月27日に開催される全日本選手権にて現役生活にピリオドを打ち、引退することを表明。引退レースとなった全日本選手権では3位に入り、2003年から続いていた全日本選手権連続表彰台記録を8に伸ばした。また、前の週の6月20日に開催された実業団西日本ロードレースで優勝、これが野寺のキャリア最後の勝利である。引退後はシマノレーシングの監督に就任。

## 主な実績
- 全日本学生選手権個人ロードレース・インカレ個人ロードレース 優勝
- 世界選手権 U23 完走
- 1999年 国内ランキング1位獲得
- 2000年 国民体育大会優勝（国内レース5勝）
- 2002年 ジロ・デ・イタリア 完走（総合139位）
- 2003年 アジア自転車競技選手権大会 2位
- 2003年 ツール・ド・マレーシア 総合優勝
- 2005年 全日本選手権 優勝
- 2008年 全日本選手権 優勝
- 2008年 ジャパンカップ 山岳賞